# Poblat de Navetes des Turassot
Das Poblat de Navetes des Turassot (‚Naveta-Siedlung von Es Turassot‘) ist eine prähistorische Siedlung auf der spanischen Baleareninsel Mallorca. Sie befindet sich im Gemeindegebiet von Costitx in der Region (Comarca) Pla de Mallorca. Die bronzezeitlichen Bauwerke werden dem naviformen Abschnitt der Geschichte Mallorcas von 1600 bis 1000 v. Chr. zugeordnet.

## Lage
Die Wohnnavetas von Es Turassot befinden sich auf etwa 160 Metern Höhe über dem Meeresspiegel inmitten von Bäumen nahe dem Gutshaus von Can Quiam. Die Entfernung zum Zentrum des Ortes Costitx im Norden beträgt 1,8 Kilometer. Zu erreichen sind die prähistorischen Gebäudereste über den asphaltierten Camí de Son Bernat, der zum Parkplatz vor dem Astronomischen Observatorium von Mallorca führt. Letzteres steht 180 Meter nordwestlich der Wohnnavetas. Ein unbefestigter Weg verläuft südlich um das Gelände des Observatoriums herum, von dem man nach Es Turassot durch eine Holzpforte an der Südseite des Weges an einem Feldrand entlang gelangt.

## Beschreibung

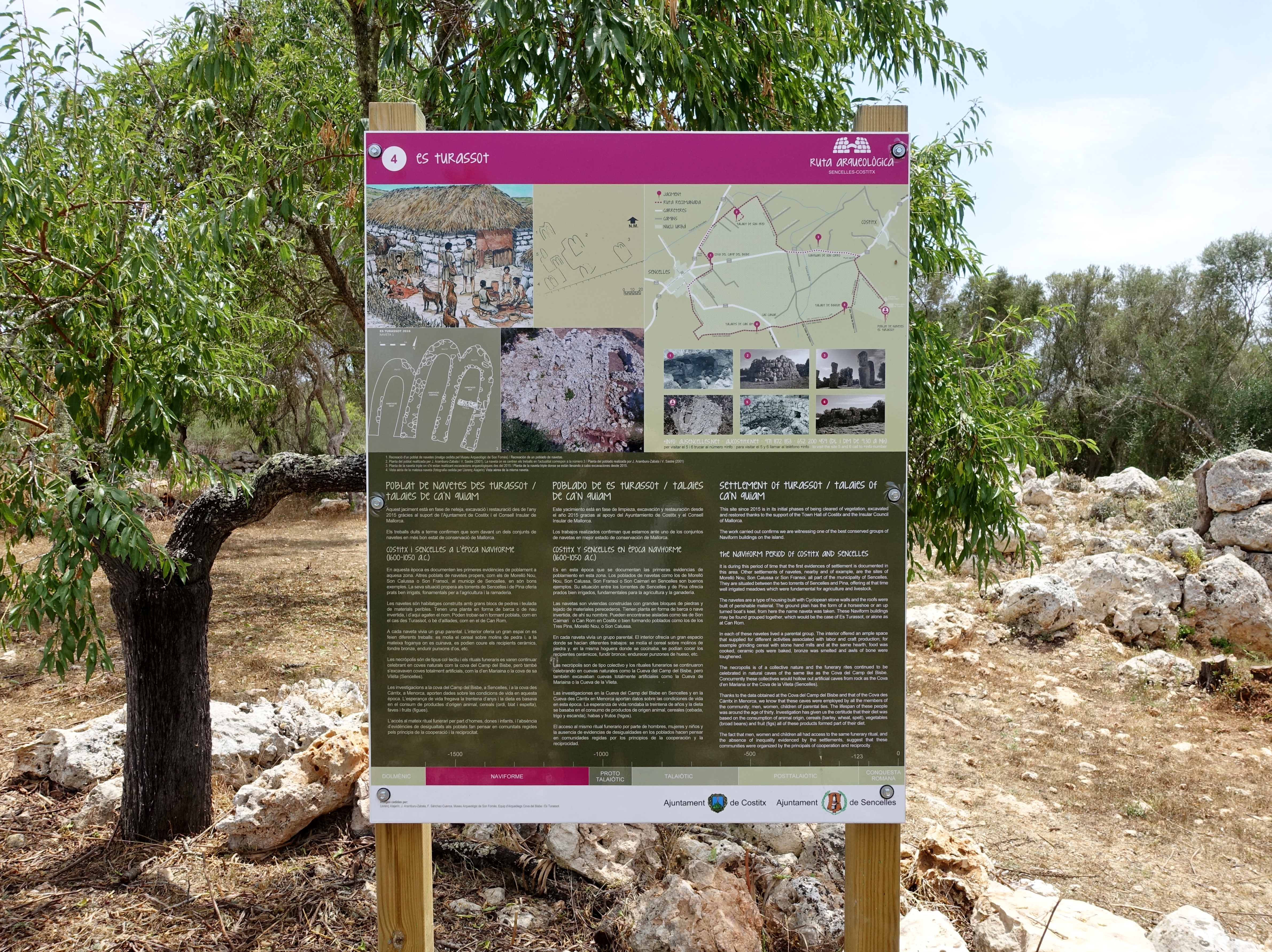
Hinweisschild vor den Navetas

Die Wohnnavetas (katalanisch navetes d’habitació) von Es Turassot bestehen aus unterschiedlich großen Steinen, die als Trockenmauerwerk aufeinander geschichtet wurden. Insgesamt sind fünf erhalten, eine Struktur ist nicht interpretierbar. Auf den Bauwerken stehen teilweise Olivenbäume, die Teile der Bausubstanz beeinträchtigten. Die drei am besten erhaltenen Wohnnavetas stehen aneinandergereiht im Zentrum der Anlage. Sie sind bis zu drei Meter hoch und ihre Eingänge sind nach Süden ausgerichtet.
Seit 2015 finden am Poblat de Navetes des Turassot, das in der Vergangenheit auch als Talaies de Can Quiam bezeichnet wurde, jährliche Ausgrabungen statt. Die bisherigen Grabungskampagnen, unterstützt vom Consell Insular de Mallorca und der Gemeinde Costitx, fanden unter der Leitung von Francisca Cardona López, Beatriz Palomar Puebla und Sebastià Munar Llabrés statt. Die drei zentralen Wohnnavetas wurden vom Bewuchs befreit und gereinigt sowie das östlichste der drei aneinandergereihten Bauwerke bis auf den Grund freigelegt. Es ist 17,21 Meter lang und der Innenraum bis zu 3,65 Meter breit. Eine Mauer teilt das Innere in zwei Räume mit einem Durchgang an der Westseite. Bisher wurde vor allem Kleinkeramik gefunden.

Ansichten der Gebäudereste
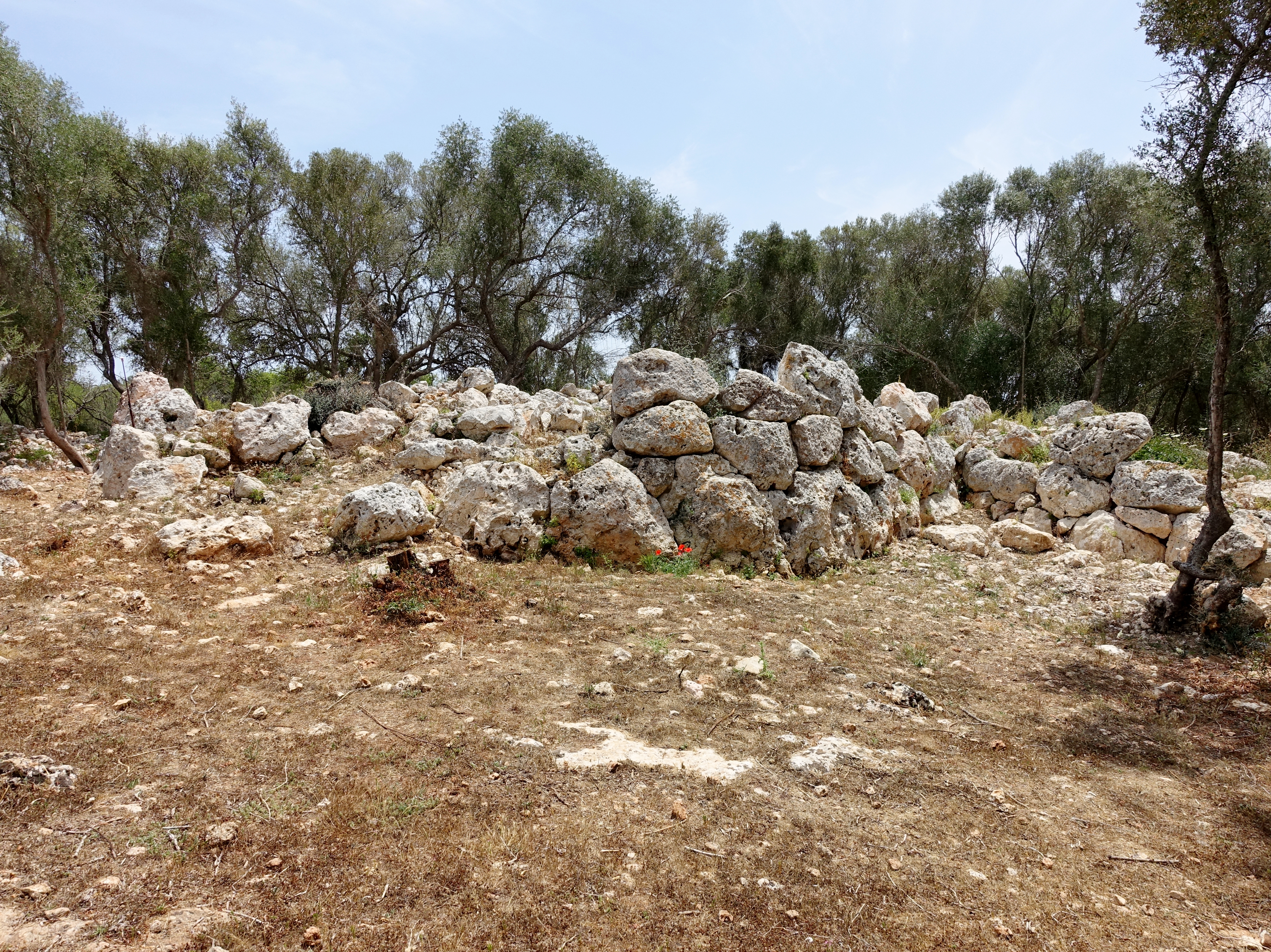
Zentrale Wohnnavetas
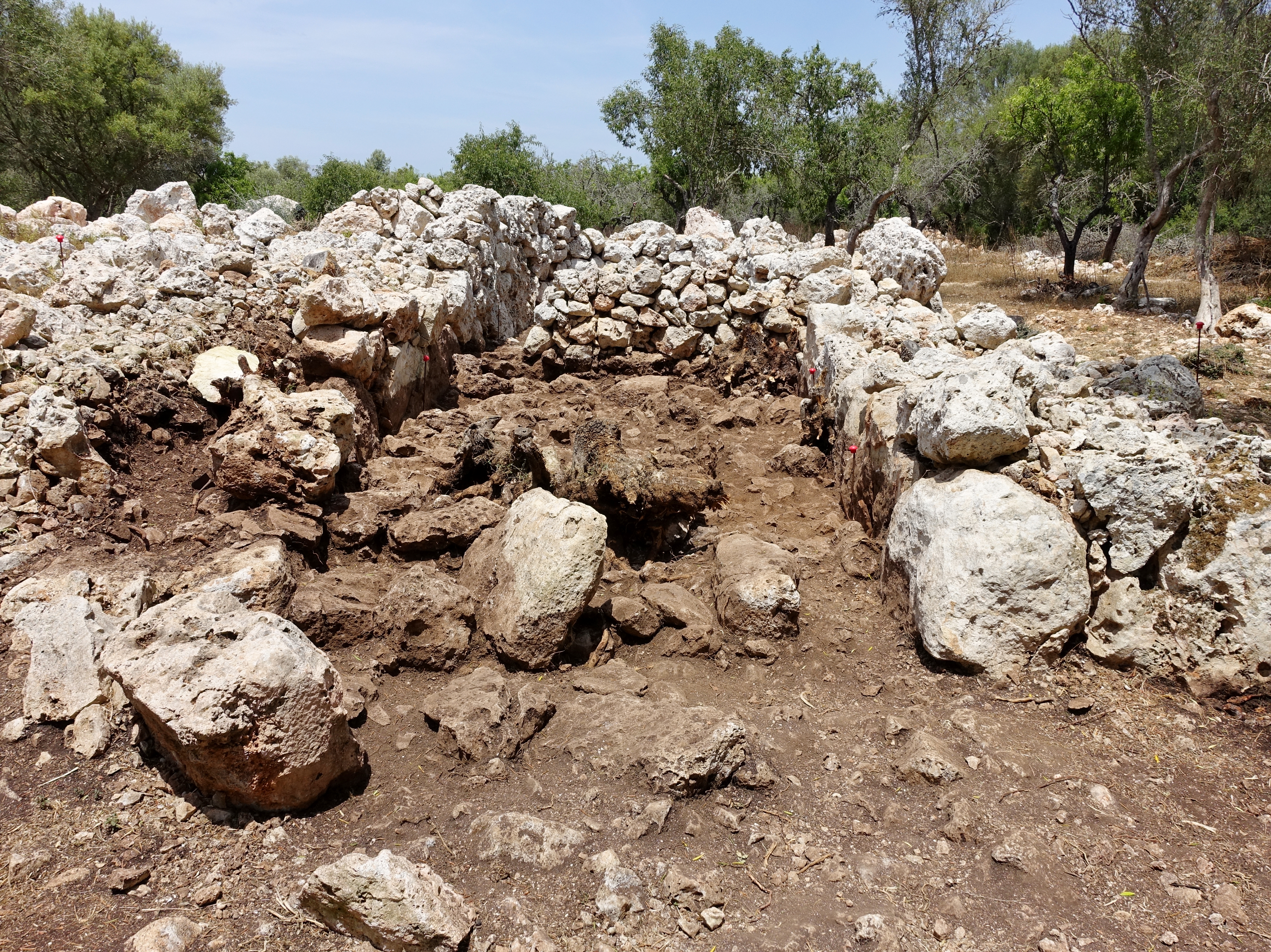
Östliche Wohnnaveta
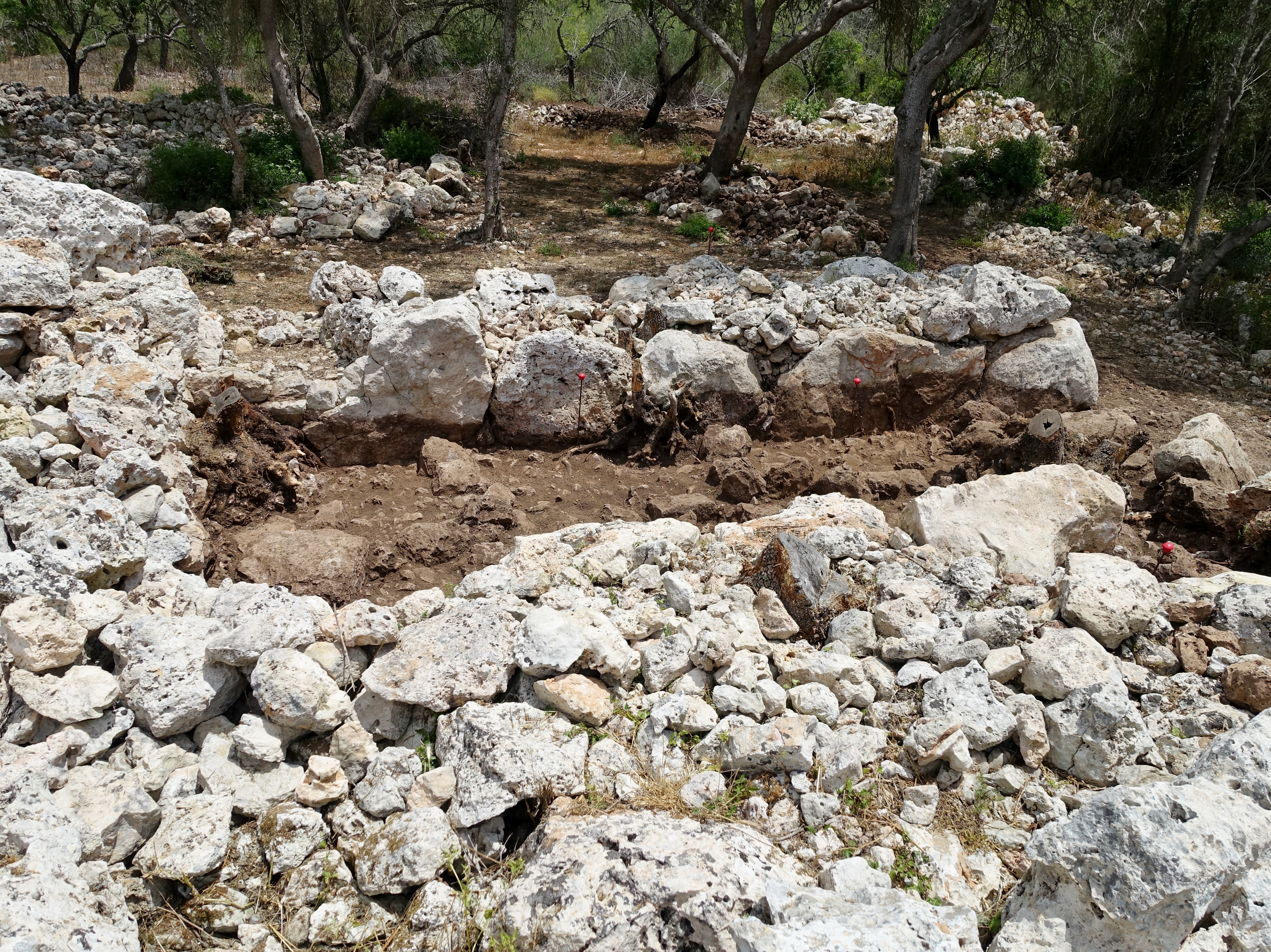
Südraum der Ostnaveta
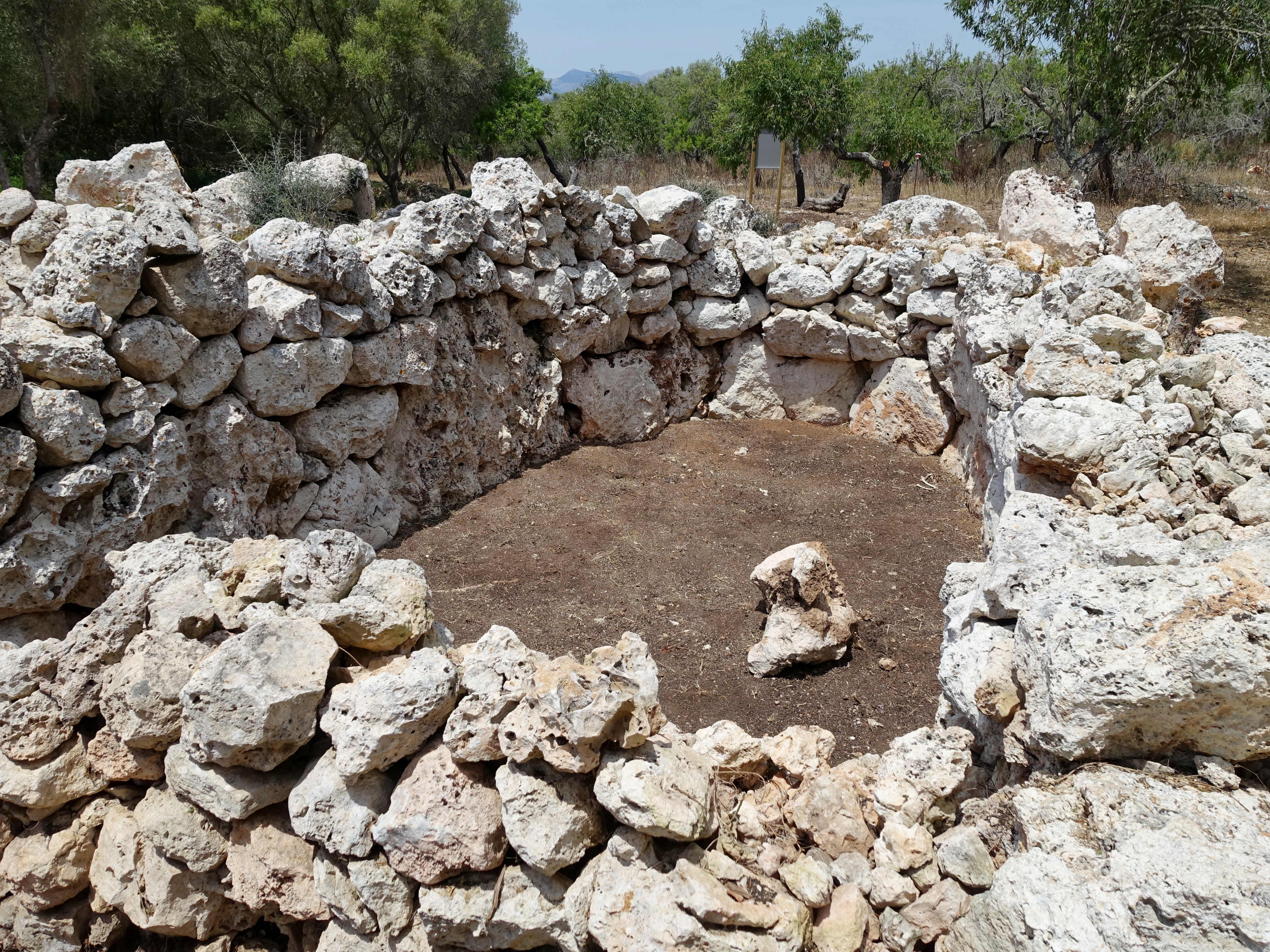
Nordraum der Ostnaveta